# インサイド (ニュースサイト)
インサイド（INSIDE）は、株式会社イードが運営する日本のコンピュータゲーム関連ニュースサイトである。かつては個人ニュースサイトであった。

## 沿革
2000年8月に個人ニュースサイト「GAMECUBE INSIDE」（ゲームキューブインサイド）として開設される。1年の休止期間を経て、2003年4月にリニューアルし「Nintendo iNSIDE」（ニンテンドーインサイド）へ改称した。当時のページビューは1日約2万。サイトの内容は任天堂ゲームに関するニュース記事、ゲームソフトのプレビュー（発売前ソフトの紹介）・インプレッション（発売済ゲームの紹介）、特集記事をメインに、掲示板・ユーザーレビューなどのコミュニティや、メーカー・ソフトウェアのデータベースなど。掲載コンテンツのうち、掲示板、ユーザーレビューなどのコミュニティサービス利用はユーザー登録形式であった。
開設当初はサイト名通りニンテンドー ゲームキューブを始めとする任天堂発売のハードや対応ソフト関連のニュースを専門に扱っていたが、2007年6月に株式会社IRIコマース&テクノロジー(IRI-CT)に買収されてIRI-CTの運営するオンラインゲーム媒体『Slash Games』と統合、任天堂以外のハード・ソフト関連情報を含むゲーム情報サイト『インサイド』（INSIDE）へリニューアルした。その後、IRI-CTは2010年に子会社のイードと合併し、イード（新社）となっている。

## 提供サービス
いずれも『Nintendo iNSIDE』運営当時のもの。『インサイド』になった後も、一部存続しているものはある。
メインコンテンツ
- ゲームニュース : ブログ形式で配信され、トラックバック機能、コメント機能を持つ。また、RSSの配信も行っている。
- インプレッション : 発売されたゲームソフトをプレイした上での印象・批評など。
- プレビュー : 発売前のゲームソフトの紹介記事。
- 特集 : ゲーム機のアクセサリ紹介から中古ソフト問題まで幅広い特集記事が組まれている。
- イベントレポート : ゲーム展示会などのイベントレポート。

コミュニティ
- インサイドボード : ハード別の掲示板。ユーザー登録が必要。
- チャット : 誰でも参加可能なJavaチャット。
- Wi-Fiポータル : ニンテンドーWi-Fiコネクション対応ゲームのコンテンツ。待ち合わせチャットなど。
- ユーザーレビュー : 発売済みのゲームソフトに対する感想・批評を登録ユーザーが投稿できる。
- 期待のゲームランキング

データ
- ゲームデータベース
- 会社データベース

その他
- 管理人日記

## 不祥事・批判を受けた記事
- 2013年5月22日、インサイドのサーバに日本国外から不正アクセスが行われ約6100件分の登録ユーザー情報が流出したと発表された[2]。
- 2016年6月1日に掲載された「【お知らせ】フリーライター内川たまき氏と連絡可能な方を探しています」と言う記事に対し、Twitterを中心に失踪事件としてライターの安否を気遣う反響を呼んだが当日のうちに「内川たまき」なるライターは当初から実在せず『Caligula -カリギュラ-』の企画記事であったとするお詫びが掲載された。インサイド側のこの対応については不謹慎ではないかとする批判や、メーカーから宣伝費を受け取って作成された記事と判別しにくいバーター広告ないしステルスマーケティング（ステマ）だったのではないかと言う疑問が相次いだため、改めて記事の掲載に至る経緯説明を行ったがBuzzFeed Japanの取材に対しては「ステマ」とする見方を否定している[3]。